# Sonate pour orgue de Milhaud
Pour les articles homonymes, voir Sonate pour orgue.
La Sonate pour orgue, op. 112, est une œuvre pour orgue de Darius Milhaud composée en 1931.

## Présentation
La Sonate pour orgue est la première et la plus importante des quatre partitions de Darius Milhaud destinées à l'orgue seul. Elle est composée à Paris en 1931,.
L'œuvre, dédiée à Francesco et Anna Malipiero, est créée à Berlin en 1932, à la Société internationale pour la musique contemporaine,. La première audition en France est donnée par André Fleury le 20 juin 1934 dans la salle d'orgue de Madame Dujarric de la Rivière, dans le cadre des concerts de La Sérénade,.

## Structure
La Sonate pour orgue, d'une durée moyenne d'exécution de vingt minutes environ, est constituée de trois mouvements, :
1. Étude, qui « développe un petit motif rythmique très affirmé, dans une « Motorik » qui le parcourt tout entier[1] » ;
2. Rêverie, qui « fait songer à quelque « pièce en style libre » d'un Vierne, mais évidemment beaucoup plus corsée harmoniquement[1] » ;
3. Final, animé, « dont le thème principal, issu de celui du premier mouvement, sous-tend l'activité rythmique ; un motif dérivé, en allure de fileuse, apporte une passagère détente[1] », relève le musicologue Gilles Cantagrel.

La partition est publiée par H.W. Gray (Belwin Mills). Dans le catalogue des œuvres de Darius Milhaud, la Sonate porte le numéro d'opus 112.

## Discographie
- Darius Milhaud : L'œuvre d'orgue, George Baker (orgue), Solstice FYCD 916, 1974/2002.